# Béligneux
Béligneux is een gemeente in het Franse departement Ain (regio Auvergne-Rhône-Alpes). Béligneux telde op 1 januari 2022 3.484 inwoners.
In de gemeente liggen het dorp Béligneux, een deel van het dorp La Valbonne (het andere deel ligt in Balan) en het gehucht Chânes. In het dorp bevindt zich een ontmoetingsplaats voor hippies.

## Geografie
De oppervlakte van Béligneux bedroeg op 1 januari 2022 13,3 vierkante kilometer; de bevolkingsdichtheid was toen 262 inwoners per km².
De onderstaande kaart toont de ligging van Béligneux met de belangrijkste infrastructuur en aangrenzende gemeenten.

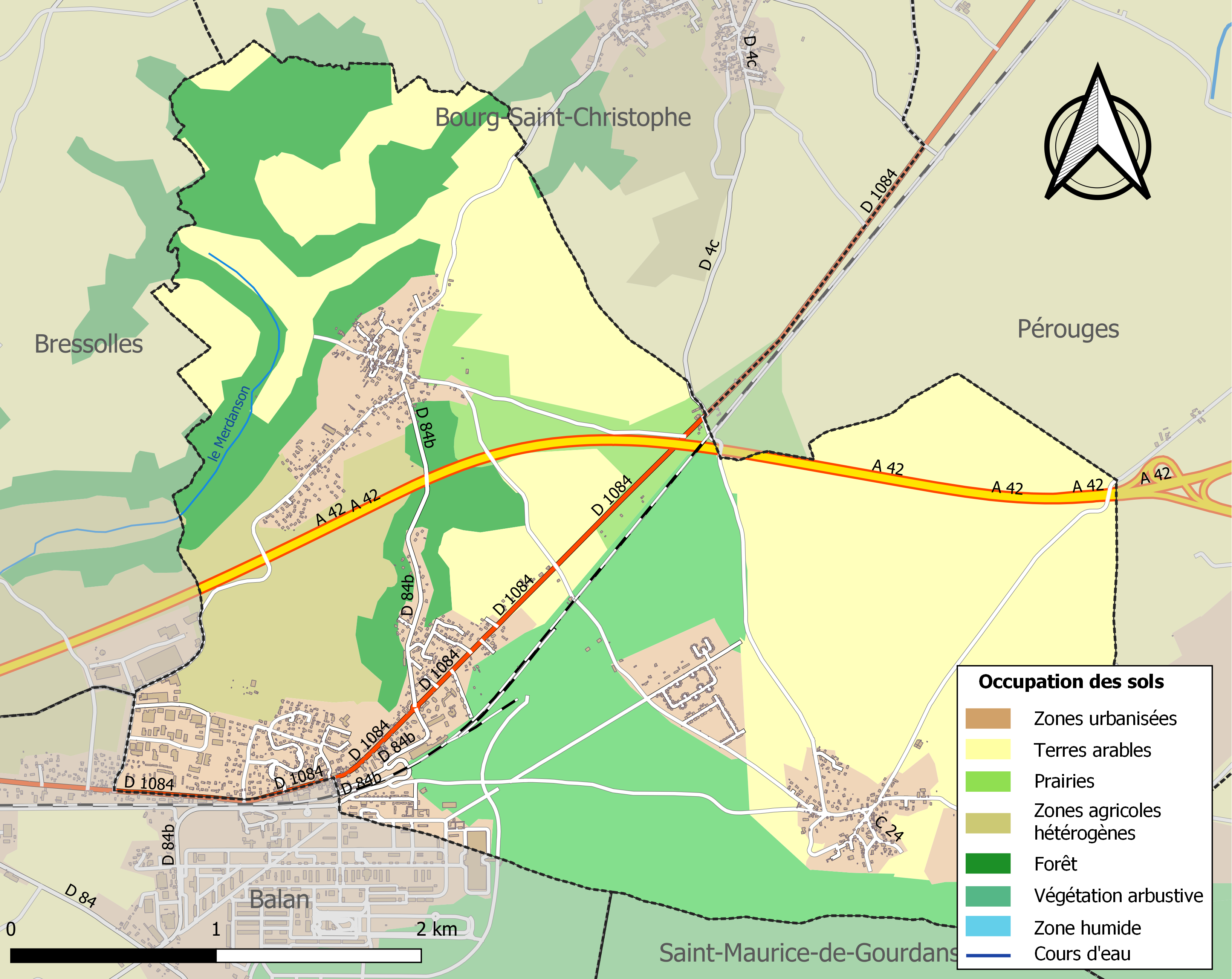

## Verkeer en vervoer
In de gemeente ligt spoorwegstation La-Valbonne.

## Demografie
Onderstaande figuur toont het verloop van het inwoneraantal van Béligneux vanaf 1968. De cijfers zijn afkomstig van het Frans bureau voor statistiek en bevatten geen dubbel getelde personen (volgens de gehanteerde definitie population sans doubles comptes).
Vanwege een beveiligingsprobleem met de MediaWiki Graph-software is het momenteel niet mogelijk deze grafiek weer te geven. Zodra de software is bijgewerkt zal de grafiek vanzelf weer zichtbaar worden.